# 雪丸 (奈良県王寺町公認キャラクター)
雪丸(ゆきまる)は、奈良県王寺町の公式マスコットキャラクター。聖徳太子の愛犬がモチーフとなっている。達磨大師を慕い、王寺町の達磨寺に墓地が存在することから、町に縁をもつ。王寺町観光・広報大使として様々な活動をしている。王寺町に多くの像がある。

## 概要
2013年6月に公式マスコットに認定され、同年8月に王寺町観光・広報大使に任命された。原案では耳が立っていたが、「大手携帯会社のCMキャラクターに似てしまう〔ママ〕」ことから垂れ耳に修正された。
図像に起用されるだけではなく、ロボットとして以下のアイテムが作られている。
- 2017年に、雪丸型の小型無人機「雪丸ドローン」が制作された[5]。「雪丸ドローン」を使ったPR動画「雪丸散歩」も制作され、ぐろ〜かるCM研究所主催の「ぐろ〜かるCM大賞2017」の特別賞を受賞[6]。
- 2018年4月に、町立図書館に読み聞かせや会話のできるロボットが設置された[7]。
- 2019年3月には、AIによる会話エンジンを搭載した「ユキマルトーク」が披露され、同年4月より町地域交流センターの「雪丸プラザ」に設置された[8]（名称はメディアによっては「Yukimaru Talk」とも表記される[9]）。
- 2019年3月に運行開始し、王寺町に乗り入れるJR西日本の227系1000番台（吹田総合車両所日根野支所（新在家派出所）所属）のLED種別幕にこのキャラクターが表示されることもある。

ゆるキャラグランプリでは2013年度が760位、2014年度は11位。
町によると、2013年〜19年度の関連事業費は計約9500万円、うち町の自己負担額は約5300万円。「雪丸散歩」は広告会社の試算によるとメディア露出などで概算1億円以上の経済効果があったとされ、同動画だけで町負担額の2倍以上の経済効果があったとしている。